# Stazione di Rokkōmichi
La stazione di Rokkōmichi (六甲道駅?, Rokkōmichi-eki) è una stazione ferroviaria situata nel quartiere di Nada-ku di Kōbe, nella prefettura di Hyōgo. Si trova sulla linea JR Kōbe, sezione della linea principale Tōkaidō, ed è servita dai treni locali e rapidi.

## Linee
- JR West
  - ■ Linea JR Kōbe (Linea principale Tōkaidō)

## Caratteristiche
La stazione ha due banchine a isola serventi quattro binari.
| 1 | ■ Linea JR Kōbe |  | Rapidi per Sannomiya e Himeji all'ora di punta       |
| 2 | ■ Linea JR Kōbe |  | Locali e Rapidi per Sannomiya, Kōbe e Himeji         |
| 3 | ■ Linea JR Kōbe |  | Locali e rapidi per Amagasaki, Osaka e Kyoto         |
| 4 | ■ Linea JR Kōbe |  | Rapidi per Amagasaki, Osaka e Kyoto all'ora di punta |

## Stazioni adiacenti
| «                                   | Servizio      | »             |
| Linea JR Kōbe                       | Linea JR Kōbe | Linea JR Kōbe |
| ----------------------------------- | ------------- | ------------- |
| Sumiyoshi                           | Locale        | Maya          |
| Sumiyoshi                           | Rapido        | Sannomiya     |
| I treni Rapidi speciali non fermano |               |               |